# Swartzia xanthopetala
Swartzia xanthopetala är en ärtväxtart som beskrevs av Noel Yvri Sandwith. Swartzia xanthopetala ingår i släktet Swartzia och familjen ärtväxter. Inga underarter finns listade i Catalogue of Life.